# Boeri Lake
Der Boeri Lake ist ein See auf dem Inselstaat Dominica. Der See liegt auf einer Höhe von 869 m ü. M. und ist somit der höchstgelegene See Dominicas. Der See liegt im Nationalpark Morne Trois Pitons etwa 45 Gehminuten vom Freshwater Lake entfernt. Er ist mit 1,82 ha (4,5 ac.) Größe der zweitgrößte See Dominicas und bis zu 35 Meter tief. Der See liegt in dem Krater eines erloschenen Vulkans. Er entwässert über den Clarke’s River nach Osten, während der Providence River, der in der Nähe seines Westendes entspringt zum Boeri River nach Westen entwässert.